# Ánna Kyriakoú
Ánna Kyriakoú (grec moderne : Άννα Κυριακού), née le 17 janvier 1929 à Athènes (Grèce), est une actrice grecque.

## Filmographie partielle
Au cinéma
- 1949 : Voyage amoureux (Erotiko taxeidi)
- 1950 : L'Ivrogne : Betty
- 1951 : Avant tout... du sang froid
- 1951 : Ririka
- 1951 : Les Quatre Marches : Afroditi Asprokotsyfa
- 1952 : L'Agnès du port : Lola
- 1954 : Le Calvaire d'une orpheline
- 1959 : Voila le beau-père en or : Betty Pagounia
- 1961 : On recherche un menteur : Jenny Fereki
- 1964 : Zorba le Grec : Soul
- 1971 : Cherche Gendre rapidement : Tzeni
- 1990 : Eidola sti skoni
- 1993 : Femmes poisons : Theodora
- 1999 : Safe Sex : psychanalyste
- 2001 : Un Jour la nuit : Loukia
- 2001 : Les Pleurs tombent du Paradis : Thekla Bara
- 2003 : Oxygono : Anneta